# 宾夕法尼亚大学
宾夕法尼亚大学（英語：University of Pennsylvania），简称宾大或賓州大學（Penn或UPenn），是一所位于美国宾夕法尼亚州费城的世界著名私立研究型大学。宾大是享譽國際的常春藤盟校之一，美洲大学协会的12所创始校之一，全球大学校长论坛成员。宾大创建于1740年，是美國第五古老的高等教育機構，也是美国第一所从事科学技术和人文教育的现代高等学校。该校的创建者是美利坚合众国著名开国元勋之一的本杰明·富兰克林。
宾夕法尼亚大学在商学、工程、医学、建筑、法学、艺术、人文、社会科学和教育学等诸多学科中处于世界领先地位。学校拥有约4,500名教授，近10,000名全日制大學生与10,000多名研究生。2006年学校获得的科研经费达到6千6百多万美元，从事研究的人员包括约4,200名教职工，870名博士后，3,800名研究生与5,400多名技术人员。同时，学校每年的建设投入达到4亿美元以上，在常春藤盟校中名列前茅。
宾夕法尼亚大学自成立以来共有36位校友、教职工及研究人员获得过诺贝尔奖。校友、教职工及研究人员中还包括了8位独立宣言的签署人、7位美国宪法的签署人、3位美国总统、46位州长以及9位外国国家元首。宾大校友共赢得了81枚奥运奖牌（其中26枚金牌）、28个托尼奖、16个格莱美奖、11个艾美奖和4个奥斯卡奖。2位宾大人曾是NASA宇航员，还有5位被授予荣誉勋章。

## 历史

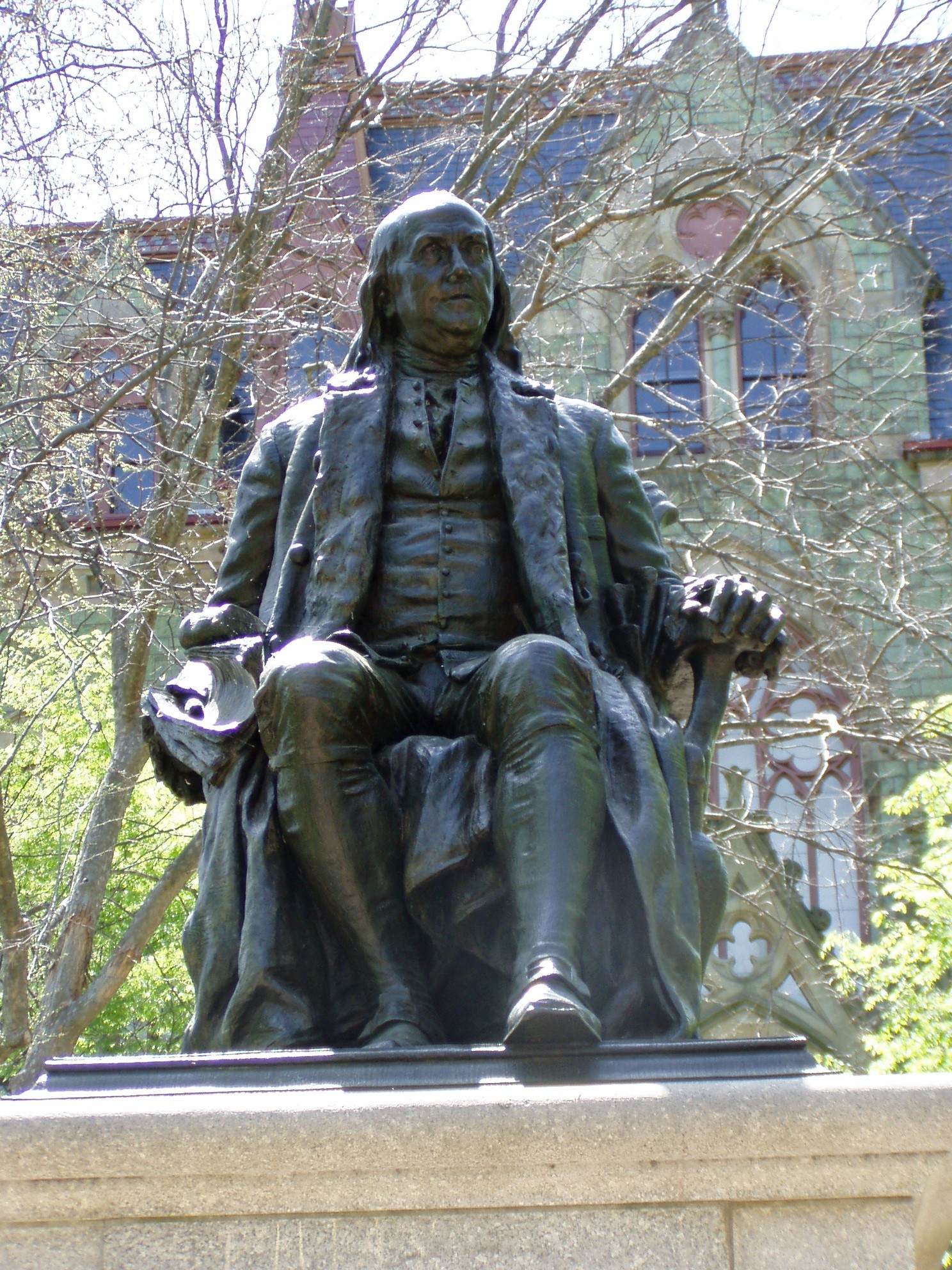
富兰克林塑像

创办之初，学校是一所慈善学院。本杰明·富兰克林作为学校创建人，认为新的知识来自对现有资源最广泛的认识和最有创新的运用。这一思想指导着他的研究工作，同时也是他创办学校的指导方针。他认为要使当时的北美洲达到欧洲那样的工业、商业和军事实力，必须提倡和实施注重实际应用的新型教育，培养具有创新思维，对他人的创造反应敏捷，不脱离现实生活的人才。这一教育思想始终贯穿于宾夕法尼亚大学两百余年的发展历程。
1755年，学校改名为费城学院和研究院。1765年学校的第一届毕业生约翰·莫根创建了北美洲第一所医学院，使学校成为事实上的大学。1779年，宾夕法尼亚政府通过立法对学校进行改组，将其正式命名为宾夕法尼亚州大学。1791年，校名缩为宾夕法尼亚大学。1872年，学校从费城市中心校园搬离，在费城西部购买了大片土地，建设发展成为今天的校园。
学校不同于当时依照英国模式开设老式课程，旨在培养神职人员的三所殖民地学院（哈佛、耶鲁、威廉与玛丽学院），它标志着新的高等学府模式在北美洲的诞生。甚至从宾大的前身费城学院时代起，学校就深受当时苏格兰教育改革的影响，这在当时的北美洲是绝无仅有的。学校的第一任院长，富兰克林的朋友威廉·史密斯先生就是一位苏格兰启蒙运动的支持者和追随者，他为美国的教育事业作出了许多贡献，将科学学科引入学院传统的希腊语和拉丁语教学大纲之中便是其中一例。可以说宾夕法尼亚大学开创了现代美国教育，不仅首先设立了科学课程，同时还是第一个开设历史、数学、农学、英语和现代语言等课程的美国大学。
宾夕法尼亚大学曾在许多领域作出了很多开创性贡献。如：18世纪时曾任大学副校长的天文学家戴维·里滕豪斯创建了几座著名的机械天文台，其中的一座保留至今，成为校园的景点之一。这种被称为“太阳系仪”的机械装置实际上就是一种机械模拟计算机。1946年，宾夕法尼亚大学工程学院又设计出了世界上第一台全数字电子计算机“ENIAC”，开创了计算机的新时代。

## 学术环境

### 大學部学院
宾夕法尼亚大学拥有四所大學部学院
- 文理學院
- 工程与应用科学学院
- 护理学院
- 沃顿商學院

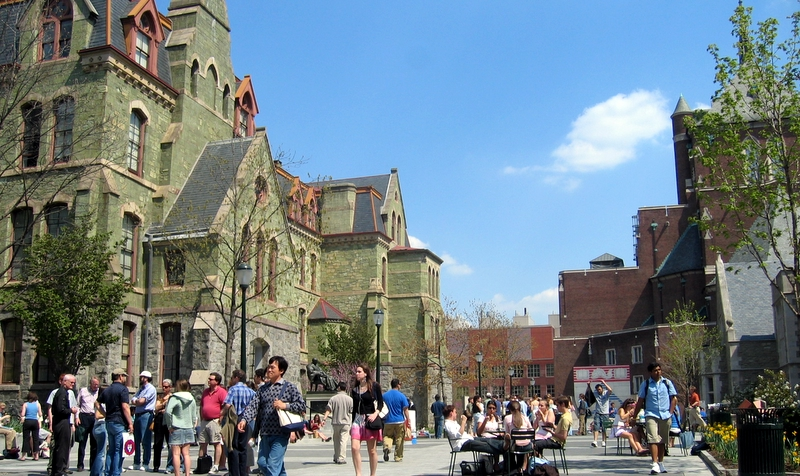
学生活动中心外

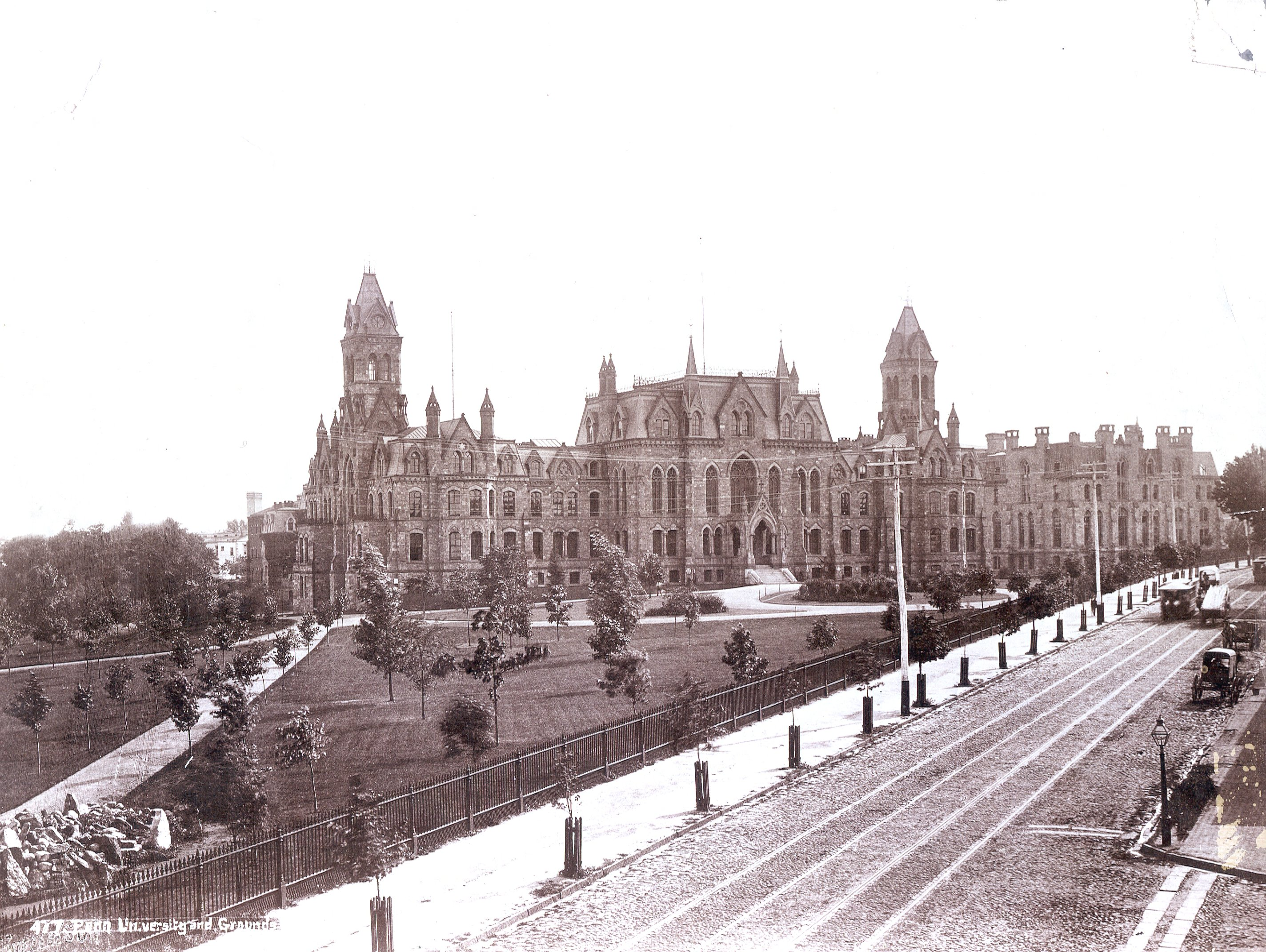
学校早期建筑

学校的教育着重于培养学生跨领域的学习与研究能力，学校允许大學生选修所有大學部学院与研究所的课程，并可以从一些周围院校中选修学分。

### 研究生与专业项目
以下是宾夕法尼亚大学开设的研究项目
- 文理學院
- 安尼博传媒学院
- 教育研究学院
- 法学院
- 口腔医学院
- 设计学院
- 工程与应用科学学院
- 医学院
- 护理学院
- 社會政策與工作学院
- 兽医学院
- 沃顿商学院

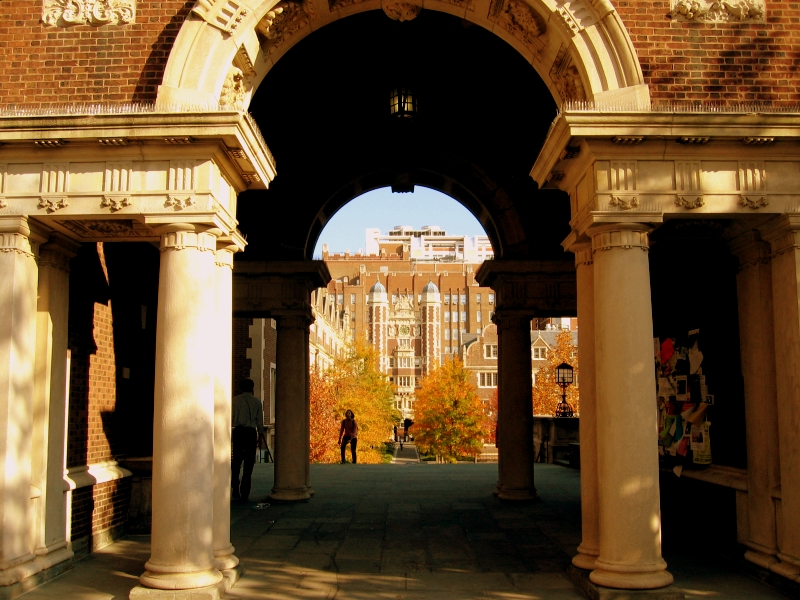
傍晚校园

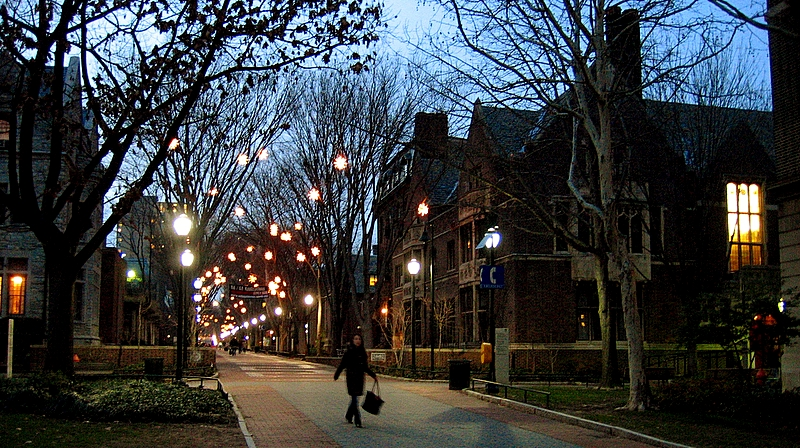
冬日校园

学校现已成为拥有12所学院，几百个系、研究所和研究中心的世界一流研究型大学。

### 排名
该大学是美国最优秀的大学之一，大學部学院中的沃顿商学院在同类项目中排名极为靠前。根據2024年的美國新聞與世界報導，該大學在全美國家級大學中排名第6名

### 联合学位与跨领域项目
宾夕法尼亚大学提供多种特别的联合学位项目，完成学业的学生将被多所学院同时授予一个学位，包括
- 国际关系与商业
- 管理与科技
- 护理与卫生保健
- 生命科学与管理

学校还提供有较低灵活性的双学位项目。特殊的双学位项目包括
- 图书馆学与科技
- 计算机与认知科学

以上两项目的学生将同时获得文理学院的学位以及工程与应用科学学院的学位。同时，宾夕法尼亚大学拥有多所跨学科的研究机构，例如医学与工程研究所，管理与国际关系研究所，认知科学研究所。

### 录取率
宾夕法尼亚大学2019年学校收到超過59,000份大學部申请，录取率为4.1%。《大西洋月报》曾将学校评为美国八所最难申请的学校之一。研究所方面，不同院系的录取率不尽相同，其中竞争最为激烈的是法学院，医学院与沃顿商学院的申请。

## 校园环境

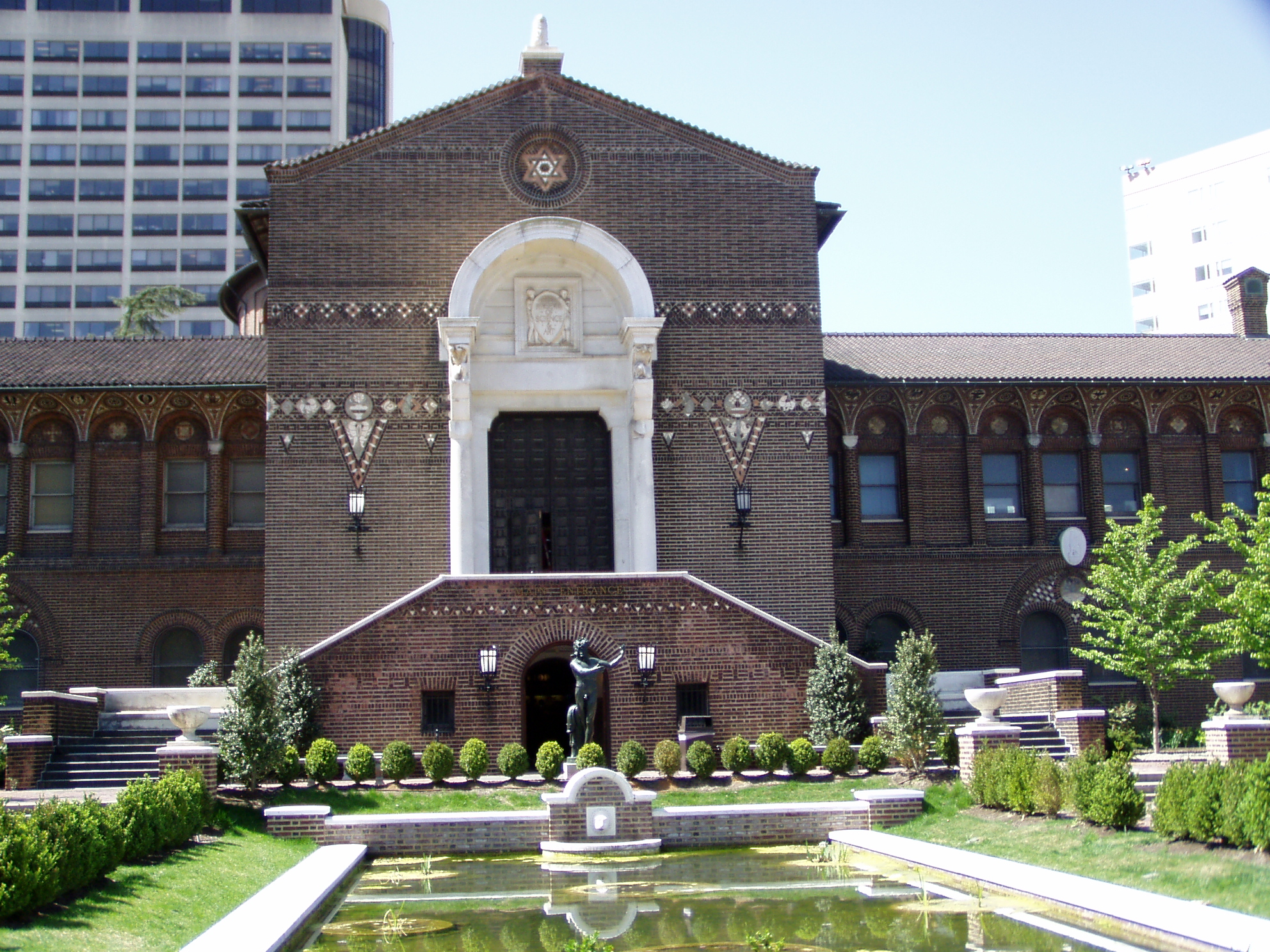
考古学与人类学博物馆

宾夕法尼亚大学拥有大量不同种族与文化背景的学生。近年录取的新生裡有39.2%为亚洲裔，西班牙裔，非洲裔或印第安人。在校学生中女生占51.3%。2004年有2,440名国际学生提出大學生入学申请，其中489名获得录取。在大學部一年级新生中有13%是国际学生，在这些国际学生中，有15.8%来自非洲与中东，48.1%来自亚洲，0.4%来自大洋洲，11.7%来自加拿大与墨西哥，10%来自中南美洲与加勒比海地区，14.1%来自欧洲。2004年秋季入学的所有学生裡共有4,192名国际学生。
学校拥有知名的考古学与人类学博物馆，这个博物馆得益于学校著名的考古学系所做出的贡献。博物馆的藏品中有着大量古埃及与中东的文物，同时拥有相当数量的中国文物，其中包括唐朝“昭陵六骏”的“两骏”和一个来自中国清代的世界上第二大的天然水晶球。当代艺术研究所每年举办多场不同风格的艺术展览。
宾夕法尼亚大学的建筑由卡普和斯特沃森设计，两位建筑师融合了英国牛津大学与剑桥大学的建筑风格，在保留一些哥特式建筑古老元素的同时，创新并发展出了全新的校园哥特式建筑风格。学校中心校区面积269英亩（约1平方公里），并向费城西部延伸，东北面与爵硕大学相邻，形成了拥有众多院系和研究所的校园。近期学校加强了周边地区的规划，校园西边新开设了各具特色的餐厅，大型超级市场与电影院。与此同时，学校还计划未来十年内在校园以东35英亩的土地上建立新的建筑与设施，供教育与研究使用。此外，学校在费城西北郊的栗山拥有92英亩的植物园，该地区同时也是宾夕法尼亚州的官方植物园。在费城以西的肯尼特区附近还坐落着687英亩的大型动物保健中心，该中心隶属于宾夕法尼亚大学兽医学院。

### 图书馆

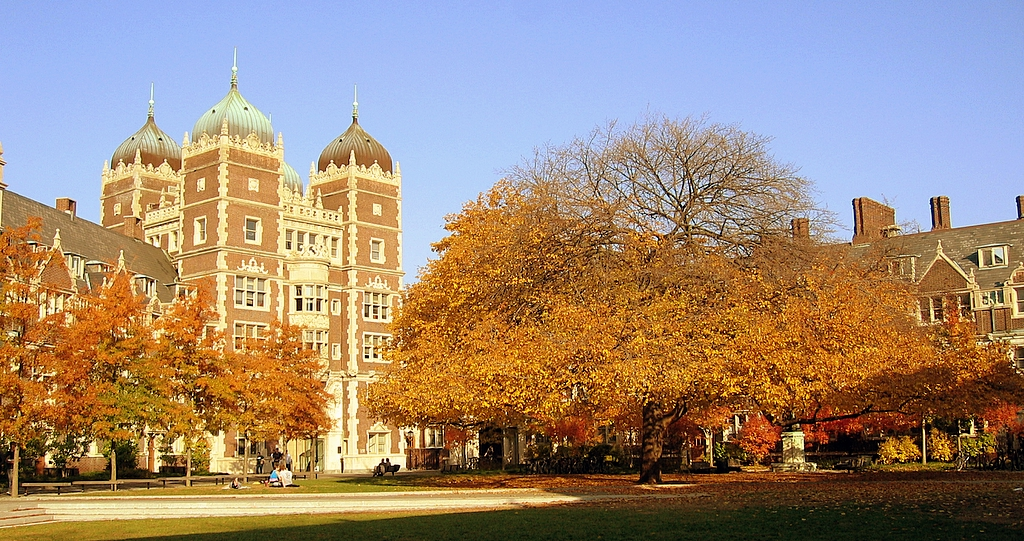
大學部宿舍

宾夕法尼亚大学的图书馆始建于1750年，最初的藏书来自制图师路易·艾文斯的捐赠。20年后，当时的教务长威廉·史密斯远渡英国筹集资金以扩充藏书量。250年以后的今天，学校已拥有大小图书馆15个，馆藏图书超过570万册，同时订阅4万种以上的期刊，拥有400多名管理员，以及4.8亿美元的预算。

## 体育

运动队标志

板球队是宾夕法尼亚大学建立的第一个运动队。学校橄榄球队于1876年11月11日首战对垒普林斯顿大学队。学校的运动队在参与NCAA的各项竞赛时均属于常春藤联盟。在1982年到2003年间，橄榄球队曾12次获得联盟冠军。从1970年到2006年，学校篮球队22次获得联盟冠军。早期的宾夕法尼亚大学橄榄球队曾对该项运动做出许多贡献，包括18世纪90年代球队教练所发明的多项经典动作与打法。在1894年、1895年、1897年與1904年，學校的橄欖球隊四次獲得全國冠軍。
宾夕法尼亚大学篮球队唯一的一次进入四强（同时也是所有常春藤联盟球队唯一的四强记录）是在1979年，球队在盐湖城输给了密歇根州立大学队，获得了第四名。2006年，球队再次打入了NCAA联赛，在与德州大学的比赛中失利后被淘汰。

## 学术人员
宾夕法尼亚大学目前拥有超过4,500名的教职员工，他们当中有许多美国和国际学术奖项获得者，其中包括三名诺贝尔物理学奖得主，十名诺贝尔化学奖得主，七名诺贝尔医学奖得主，三名诺贝尔经济学奖得主。

## 校友列表
宾夕法尼亚大学拥有庞大的校友网络，该校的校友在政治、经济、科学、文化、体育方面均有较大成就，知名校友如
- 伊隆·马斯克，SpaceX执行长兼首席设计师，特斯拉汽车执行长兼产品架构师，PayPal创始人，Solarcity主席
- 唐纳德·特朗普，美國第45任（2017年至2021年）和第47任（現任）美国总统
- 沃伦·巴菲特，投资家，慈善家
- 蒋万安，台北市长，律師，前立法委員
- 蘇巧慧，律師，臺灣立法委員
- 洪博培，前任美國駐華大使，前猶他州州長
- 莱奥纳德·波萨克，思科系统公司创始人
- 小威廉·布倫南，美國最高法院大法官
- 尤金·杜邦，杜邦公司第一任总裁
- 克瓦米·恩克鲁玛，首任加纳总统，非洲独立运动领袖
- 德鲁·吉尔平·福斯特，哈佛大学第一位女校长
- 洁蒂·阿兹，马来西亚国家银行现任行长
- 威廉·亨利·哈里森，美国第9任总统，军事家
- 路易·康，建筑师，建筑教育家
- 艾兹拉·庞德，文学家，诗人
- 彼得·林奇，投资家，作家
- 诺姆·乔姆斯基，语言学家，哲学家，思想家和政论家
- 托马斯·亨德里克·伊尔韦斯，爱沙尼亚第四任总统
- 札希·哈瓦斯，埃及考古學家，現任埃及古蹟最高委員會秘書長
- 喬治·埃爾伍德·史密斯，2009年諾貝爾物理獎得主，電荷耦合元件發明人
- 贝聿铭，美籍华裔建筑师
- 冯友兰，哲学家，哲学史家
- 郎咸平，台裔经济学家，香港中文大学教授
- 梁思成，建筑学家，建筑史学家和教育家
- 林徽因，中国现代著名建筑师，诗人
- 林兰英，中国著名物理学家，宾大历史上第一位中国女博士，中国半导体科学事业开拓者之一。
- 郑铁如，外汇专家
- 陈光甫，著名银行家
- 陳之藩，文學家
- 黃耀榮，台灣台北馬階醫學院長期照護研究所教授。
- 王家楫，生物学家，中国生物学的重要开拓者
- 杨廷宝，建筑学家，建筑教育学家
- 童寯，建筑家，在建筑实践、著述、教学和建筑画方面都有成就者
- 资耀华，银行家，金融学家
- 野口英世，细菌学家，生物学家
- 约翰·传奇，R&B唱作人和钢琴家
- 伊丽莎白·班克斯，美国女演员、监制、电影导演
- 趙百相，韓國外交官，前駐台北韓國代表部代表、韓國駐瀋陽總領事
- 武兆钦，中国著名企业家，慈善家